# (117430) Achosyx
(117430) Achosyx est un astéroïde de la ceinture principale.

## Description
(117430) Achosyx est un astéroïde de la ceinture principale. Il fut découvert par Andrew Lowe le 13 janvier 2005 à l'observatoire RAS à Mayhill au Nouveau-Mexique. Il présente une orbite caractérisée par un demi-grand axe de 3,04 UA, une excentricité de 0,1 et une inclinaison de 14,08° par rapport à l'écliptique.
Il fut nommé en référence à la prononciation du code UAI « H06 » de l'observatoire de découverte.
La citation de nommage indique :
« The discovery of this minor planet, the first to be numbered from Rent-a-Scope Observatory---MPC observatory code H06---is a testament to the outstanding sky conditions at the observing site. »
Soit en français :

« La découverte de cette planète mineure, la première numérotée découverte à l'observatoire Rent-a-Scope — code d'observatoire du MPC H06 —, est un témoignage des conditions d'observation exceptionnelles sur ce site. »

## Compléments